# Balšić

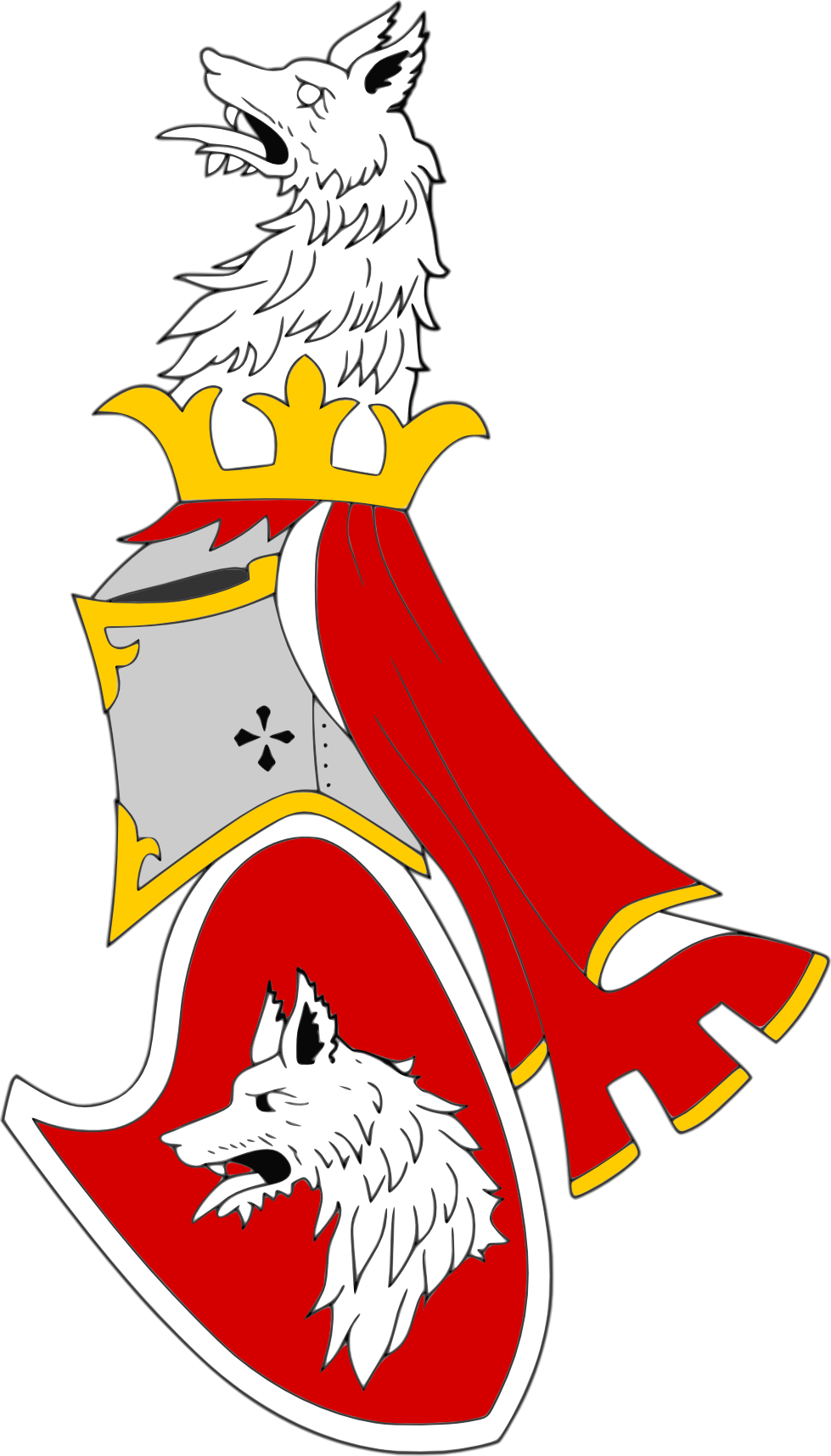
Wappen der Balšić

Die Balšić (albanisch Balshaj) waren eine südosteuropäische Adelsfamilie, deren Machtbereich sich auf Fürstentümer im Süden Dalmatiens und Nordwesten Albaniens (Kotor, Tivat, Nikšić, Ulcinj, Katun, Tuz etc.) erstreckte. Sie spielten im 14. und 15. Jahrhundert eine bedeutende Rolle in der Geschichte der Region an der südöstlichen Adriaküste.

## Herkunft und Aufschwung

Ungefähres Aussehen des Emblems auf dem Dinar von Đurađ I. Balšić

Wappen der Herren von Les Baux

Über die Herkunft der Familie ist wenig bekannt, so dass es darüber verschiedene Ansichten gibt.
Nach Aussage der Balšić selbst wäre ihre Herkunft mit der der Nemanjić verbunden.
Laut dem ragusanischen Geschichtsschreiber Mavro Orbini (1601) stammten die Balšići von Balsa, einem sehr armen Herr von Zenta ab.
Gemäß dem französischen Historiker Charles du Fresne (1680) seien die Balšići französischer Abstammung, da sie das Wappen der aus der Provence kommenden Les Baux hätten: ein goldener Stern in einem roten Feld. Sie wären mit Karl I., König von Sizilien (1266–1282) nach Italien gekommen, wo sie den Nachnamen Del Balzo angenommen hätten. So hätten sie mit den Anjou die  Adria überquert als diese 1272 nach Dalmatien vordrangen und Durazzo und andere benachbarte Städte eroberten und Karl I. das Regnum Albaniae proklamierte.
Von Professor Giuseppe Gelcich aus Ragusa (1899) erfährt man, dass die Balša, die andere auch Baoša, Balsich und Bolšié nennen, bereits 1304 zu Zeiten von Stefan Uroš II. Milutin als Magnaten des serbischen Hofes verzeichnet wurden als Matteo, Botschafter der Königin aus Bar [wahrscheinlich Simonida], sich in Ragusa aufhielt.
Als Ahnherr der Balša erscheint Balša I., wohl ein Feldherr von Dusan's und der identisch mit jenem Balsa Barinič Bivolitschič den Uroš 1357 neben Triphon Bua zum Herrn von Meleda ernannte. (1868)
Während der deutsche Historiker Edgar Hösch die Balšići als einheimische albanische Familie erwähnt, die nach 1355 politische Macht erlangten, war diese Familie laut dem deutschen Historiker Peter Bartl wahrscheinlich serbischer Herkunft. Der englische Historiker und Akademiker Noel Malcolm betrachtet die Balšići albanischer Abstammung, kulturell aber stark „serbisiert“.
Der deutsche Linguist Gustav Weigand geht von einer Mischung albanisch-aromunischer Herkunft aus, nachdem er den Nachnamen auf einer Liste alter albanischer Namen in Rumänien gefunden hatte, während Noel Malcolm eine albanisch-slawischen Vermischung der Familie erwähnt. Dies entspricht der Darstellung bei Oliver Jens Schmitt:

„Bald aber kristallisierte sich die überragende Stellung der Balsha heraus, die aus dunklen Anfängen die Kontrolle über die konfessionelle und ethnische Symbiosezone der Zeta errangen. Sie selbst waren ein Produkt dieses Verschmelzens von albanischen mit slawischen und romanischen Elementen, und eben deshalb lässt sich ihre ethnische Herkunft von der modernen Wissenschaft kaum bestimmen. Es ist müssig über eine ethnische albanische, serbische oder wlachische Herkunft zu spekulieren, wenn das Ergebnis mehr heutigen Interessen als dem Verständnis des nordalbanischen Kulturraums dient.“

Während Ivan Stepanovich Yastrebov (1839–1894), russischer Konsul in Shkodra und Prizren, den Namen mit der antiken römischen Stadt Balec verband, das nahe dem heutigen Shkodra lag, spricht Robert Elsie von einer „vermutlich slawischen Abstammung“.
Die Wirren nach dem Tode Stefan Uroš IV. Dušans (20. Dezember 1355) und den Zerfall des Großreiches wusste Balša I. geschickt zu nutzen. Um 1360 hatte er sich in der Gegend von Shkodra ein größeres Herrschaftsgebiet aufgebaut; dieses Territorium in der Zeta hinterließ er 1362 seinen drei Söhnen Stracimir († 1372), Đurađ I. († 1378) und Balša II. (* 1362; † 18. September 1385 in der Schlacht von Savra).

## Machtausdehnung
Die drei Söhne von Balša I., Stracimir, Đurađ (Georg) und Balša II., herrschten seit 1362 gemeinsam über das ererbte Fürstentum. Dazu gehörten neben der Hauptstadt Shkodra auch die Städte Ulcinj und Kotor, sowie Trogir und Šibenik im Süden Dalmatiens, wobei die letzteren drei nur in einem mehr oder weniger losen Abhängigkeitsverhältnis zu den Balšići standen. 1365–1367 waren die Balšić-Brüder mit der Republik Ragusa verbündet und man führte erfolgreich Krieg gegen andere lokale Feudalherren der Zeta.
Die Balšići „schwankten“ zwischen orthodoxem und katholischem Glauben. Um politisch beim Heiligen Stuhl besser angesehen zu sein, entschlossen sich die Balšići 1368, den römisch-katholischen Glauben anzunehmen. Sie nahmen daher Kontakt mit Papst Urban V. auf. Nachdem sie der römischen Kirche Treue gelobt und sich verpflichtet hatten, den katholischen Bischof von Kotor in seinen Rechten zu schützen, wurden sie 1369 in die römische Kirche aufgenommen. In den folgenden Jahren unterhandelte die römische Kirche mehrfach mit den Balšići über die Neuordnung des Kirchenwesens in ihrem Fürstentum.
Đurađ Balšić schloss als Familienoberhaupt (Stracimir war inzwischen gestorben) ein Bündnis mit dem serbischen Fürsten Lazar Hrebeljanović, dem bosnischen König Tvrtko I., Nikola Gorjanski und König Ludwig I. von Ungarn, das sich gegen Nikola Altomanović, Fürst der Herzegowina richtete, dessen Armee die Verbündeten 1373 vollständig besiegten. Đurađs Gewinn aus diesem Krieg waren die Orte Trebinje, Konavlje und Dracevica. Später kam es wegen dieser Orte zu Auseinandersetzungen mit Tvrtko, der den Balšići die Kriegsbeute streitig machte.

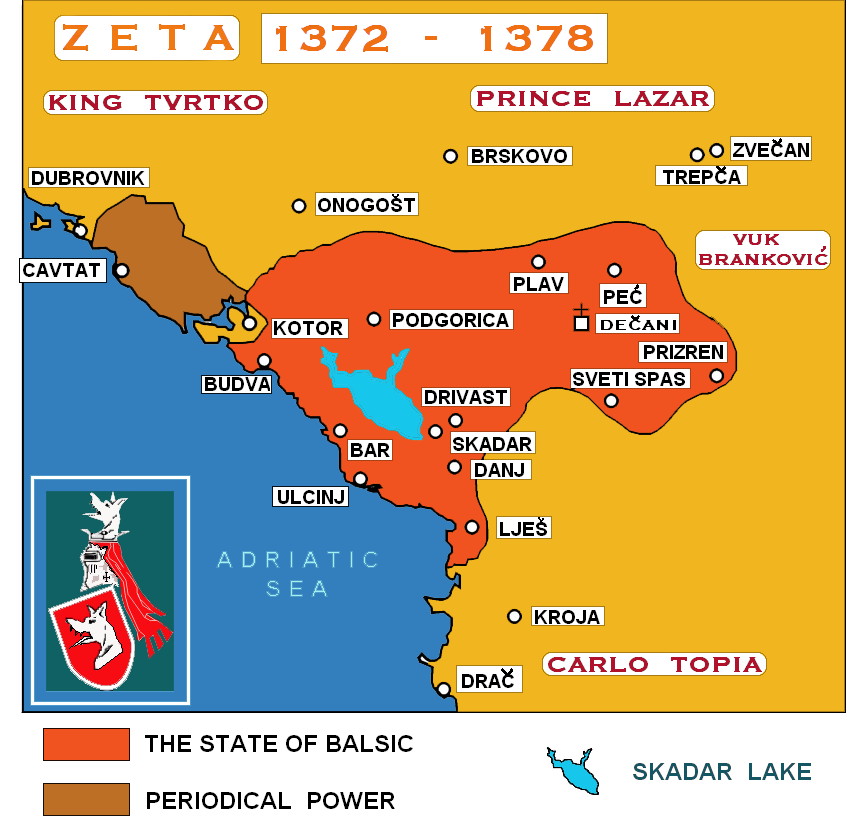
Herrschaftsgebiet der Balšić 1372 bis 1378

In den siebziger Jahren des 14. Jahrhunderts dehnten die Balšići ihre Macht durch verschiedene Kriegszüge nach Mittel- und Südalbanien aus, wo sie unter anderem die Hafenstadt Vlora erobern konnten. Osmanische Angriffe und venezianische Intrigen schwächten die Macht der Dynastie, so dass Djuradj II. im Jahr 1396 seine bedeutendsten Gebiete und die Stadt Skutari an Venedig abtrat. Nach Đurađs Tod herrschte seit 1378 Balša II. allein. Er machte einen erfolglosen Versuch, Kotor einzunehmen und führte im Süden Krieg gegen Karl Thopia, welcher die Osmanen gegen Balša II. zu Hilfe rief. 1385 starb er in der Schlacht von Savra. Balša III. (1403–1421), der letzte männliche Nachkomme der Familie, versuchte erfolglos, an Einfluss zu gewinnen.
In der Zeta herrschten die Balšići bis 1421, als mit Balša III. die direkte männliche Linie des Geschlechts ausstarb. Balša III. vermachte sein Herrschaftsgebiet seinem Onkel Stefan Lazarević. Der Niedergang der Balšići begünstigte den Aufstieg der Dynastie Crnojević.
1444 beteiligten sich Angehörige der Familie an der Liga von Lezha unter Führung Skanderbegs. Sie waren vermutlich die Nachkommen eines weiteren Balšić namens Gjergj, einem unehelichen Sohn des oben genannten Georg Balšić. Dieser zweite Gjergj ist 1393 als Bürger Venedigs bezeugt.

## Familienbeziehungen
1. Balša I. († 1362), Fürst von Zeta
  1. Stracimir († 31. Januar 1373)[16], Fürst von Zeta ⚭ 1) Irene Duklina, Tochter von Progon Dukagjini, albanischer Fürst, 2) Milica, Tochter von Vukašin, König der Serben und Griechen[17]
    1. Đurađ II. († 1403), Fürst von Zeta ⚭ 1386 Jelena, Tochter von Lazar, Fürst von Serbien
      1. Balša III. (1386–1421), Fürst von Zeta ⚭ Mara, Enkelin von Karl Thopia (siehe unten)
        1. Jelena († um 1453) ⚭ Stjepan Vukčić Kosača, Fürst der Herzegowina
          1. Vladislav Hercegović (1426/27–1487/89), Fürst der Herzegowina
          2. Katarina Kosača-Kotromanić (1424–1478) ⚭ Stjepan Tomaš Kotromanić, König von Bosnien († 1461)
          3. Vlatko Hercegović (1426/26–1489), Fürst der Herzegowina

        2. Balša IV († im Kindesalter)[18]
        3. Theodora (Dorothea)

    2. Goiko († vor 1372)[18]
    3. Ivaniš († vor 1372)[18]

  2. Đurađ I. († 1378), Fürst von Zeta ⚭ 1) vor 1364 Olivera, Tochter von Vukašin, König der Serben und Griechen, 2) nach 1371 Theodora Dragaš, Tochter von Dejan und Schwester von Konstantin Dragaš, serbischer Fürst
    1. Jelisaveta († 1443)
      1. Sohn, Name nicht überliefert
      2. Jelena

    2. Goisava († 1398) ⚭ Radič Sanković, bosnischer Fürst
    3. Jevdokija ⚭ Esau de’ Buondelmonti, Fürst von Epirus († 1411)
      1. Giorgio de' Buondelmonti († nach 1453), Fürst von Epirus

    4. Konstantin Balša († 1402), osmanischer Vasall in Kruja, der sich „König von Albanien“ nannte ⚭ Helena Thopia, Tochter von Karl Thopia (siehe unten)[19]
      1. Đorđe
      2. Sohn, Name nicht überliefert

    5. Đurađ (albanisch Gjergj; unehelich), wurde im März 1392 venezianischer Bürger[17]

  3. Balša II. (* 1362; † 18. September 1385 in der Schlacht von Savra), Fürst von Zeta ⚭ Comita Muzaka († 1396),[20] Tochter von Andrea II. Muzaka
    1. Ruđina, Herzogin von Vlora, Kanina, Himara und Berat ⚭ 1391 Mrkša Žarković († 1414)

  4. Vojisava ⚭ Karl Thopia, albanischer Fürst († 1387)
    1. Georg II. Thopia, albanischer Fürst
    2. Helena Thopia, albanische Fürstin
    3. Voislava Thopia

## Weitere
- Maria Balšić († 1514), albanische Adlige